# Two North Twentieth
De Two North Twentieth (vroeger: Bank for Savings Building) is een 83 meter hoog gebouw met 17 verdiepingen in Birmingham (Alabama). Het gebouw werd geopend in 1962 en is ontworpen door Lawrence Whitten. De Two North Twentieth kostte ongeveer US$ 1 miljoen en werd gebouwd op de plek waar eerst het L&N Station stond.
Het gebouw was gebouwd voor de Bank for Savings and Trusts, die nog steeds in het gebouw zit gevestigd, en werd in 1975 gebruikt voor de opnames van de film Stay Hungry.

## Bron
- Bhamwiki